# Wyspy Tajlandii

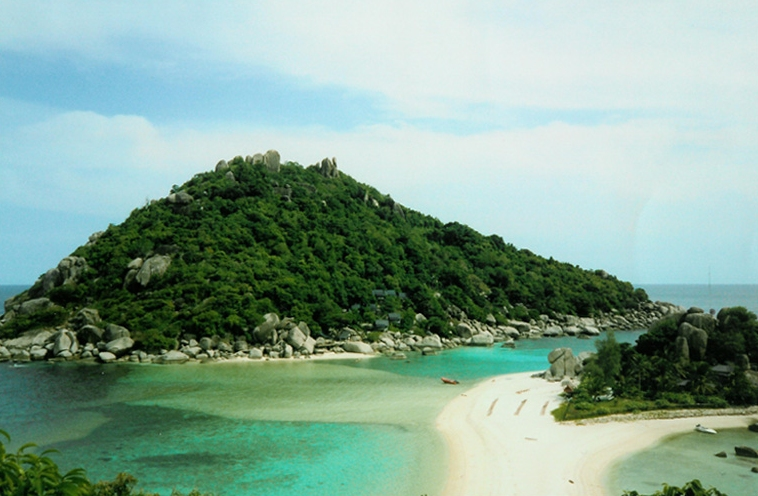
Ko Nang Yuan

Tajlandia posiada setki wysp, zarówno w Zatoce Tajlandzkiej jak i na Morzu Andamańskim.
- Większe lub znane wyspy Tajlandii
  - Phuket: pow. 543 km²; dł. 48 km; szer. 21 km; Mai Thao Sip Song 529 m n.p.m.; 321,8 tys. osób (2007); 7°53′N 98°24′E/7,883333 98,400000
  - Ko Samui: pow. 228,7 km²; dł. 25 km; szer. 21 km; 635 m n.p.m.; 55 tys. osób (2008); 9°30′N 100°00′E/9,500000 100,000000
  - Ko Chang: pow. 217 km²; Khao Salak Phet 744 m n.p.m.; 5,36 tys. osób (2005); 12°06′N 102°21′E/12,100000 102,350000
  - Ko Lanta Yai: pow. 180 km²; dł. >30 km; szer. >6 km; ~20 tys. osób; 7°35′N 99°03′E/7,583333 99,050000
  - Ko Tarutao: dł. 26 km; szer. 11,5 km; ~610 m n.p.m.; 6°36′N 99°39′E/6,600000 99,650000
  - Ko Pha Ngan: pow. 168 km²; linia brzegowa 50 km; Khao Ra 630 m n.p.m.; 11,85 tys. osób (2004);9°45′N 100°02′E/9,750000 100,033333
  - Ko Kut: pow. 162,2 km² (gł. wyspa 129 km²); 2,12 tys. osób (2007); 11°39′N 102°33′E/11,650000 102,550000
  - Ko Phi Phi Don: pow. 28 km²; dł. 7,5 km; szer. 4 km; 7°45′N 98°47′E/7,750000 98,783333
  - Ko Tao: pow. 21 km²; 1,38 tys. osób (2006); 10°06′N 99°50′E/10,100000 99,833333
  - Ko Mak: pow. 16 km²; linia brzegowa 27 km; dł. 7,5 km; szer. 6 km; wys. 150 m n.p.m.; 11°49′N 102°29′E/11,816667 102,483333
  - Ko Samet: pow. 13,1 km²; linia brzegowa 7 km; dł. 6,5 km; szer. 2,3 km; 12°34′N 101°27′E/12,566667 101,450000
  - Similan Islands (9 niewielkich wysp na akwenie o pow. 140 km²); 8°39′N 97°38′E/8,650000 97,633333
    - Ko Similan: pow. 5 km²; dł. 4,5 km; szer. 1,6 km
    - Ko Miang (2 wysepki): większa – dł. 2 km; szer. 1,2 km
    - Ko Payang: dł. 2 km; szer. 500 m; wys. 10 m n.p.m.
    - Ko Huyong: dł. 1,8 km; szer. 700 m
    - Ko Bangu: dł. 1,3 km; szer. 900 m; wys. 90 m n.p.m.
    - Ko Payu: dł. 1,3 km; szer. 700 m; wys. 116 m n.p.m.
    - Ko Hin Pousar: dł. 400 m; szer. 300 m
    - Ko Payan: dł. 400 m; szer. 300 m
    - Ko Haa: dł. 200 m; szer. 200 m

  - Ko Phi Phi Leh: pow. 6,6 km²; dł. 3 km; niezamieszkana; 7°41′N 98°46′E/7,683333 98,766667
  - Lipe: pow. 4 km²;  0,8 tys. osób (arch. Adang)
  - Khao Phing Kan: dł. 370 m; szer. 140 m; niezamieszkana; 8°16′31″N 98°30′02″E/8,275278 98,500556

- Wyspy Wschodniego Wybrzeża
  - Ko Sichang (grupa 10 wysp) pow. 17,3 km²; 5,04 tys. osób (2005); 13°10′N 100°49′E/13,166667 100,816667
    - Ko Sichang (gł. wyspa) 13°08′42″N 100°48′47″E/13,145000 100,813056
    - Ko Thaai Tamuen 13°06′32″N 100°48′12″E/13,108889 100,803333
    - Ko Khang Khao 13°06′50″N 100°48′30″E/13,113889 100,808333
    - Ko Yai Thao 13°07′24″N 100°48′33″E/13,123333 100,809167
    - Ko Ram Dok Mai 13°09′10″N 100°50′03″E/13,152778 100,834167
    - Ko Prong 13°09′55″N 100°49′59″E/13,165278 100,833056
    - Ko Kham Yai 13°10′01″N 100°49′26″E/13,166944 100,823889
    - Ko Kham Noi 13°10′28″N 100°49′49″E/13,174444 100,830278

  - Ko Phai: dł. 4 km; szer. 1,5 km; wys. 150 m n.p.m.; 12°56′N 100°41′E/12,933333 100,683333
  - Ko Lan: dł. 4 km; wys. 205 m n.p.m.; 12°55′N 101°47′E/12,916667 101,783333
  - Ko Man Wichai: dł. 2 km; wys. 64 m n.p.m.; 12°53′N 100°40′E/12,883333 100,666667
  - Ko Kham: linia brzegowa 1,2 km; dł. 500 m; szer. 200 m; 11°50′N 102°28′E/11,833333 102,466667
  - Ko Luam: wys. 135 m n.p.m.; 12°57′N 100°39′E/12,950000 100,650000
  - Ko Klung Badan: wys. 50 m n.p.m.; 12°54′N 100°41′E/12,900000 100,683333
  - Ko Krok: wys. 41 m n.p.m.; 12°57′N 100°48′E/12,950000 100,800000
  - Ko Sak: wys. 33 m n.p.m.; 12°56′N 100°48′E/12,933333 100,800000
  - Ko Chuang 12°31′12″N 100°57′36″E/12,520000 100,960000
  - Ko Chan 12°31′16″N 100°58′12″E/12,521111 100,970000
  - Ko Rong Khon 12°31′54″N 100°57′35″E/12,531667 100,959722
  - Ko Rong Nang 12°32′04″N 100°57′31″E/12,534444 100,958611
  - Ko Chang Kluea 12°33′00″N 100°58′16″E/12,550000 100,971111
  - Ko Thalu 12°33′21″N 101°34′10″E/12,555833 101,569444
  - Ko Yangklao 12°33′28″N 101°34′09″E/12,557778 101,569167
  - Ko Kham (Chonburi) 12°34′23″N 100°56′02″E/12,573056 100,933889
  - Ko Samaesan 12°34′23″N 100°57′00″E/12,573056 100,950000
  - Ko Khangkhao 12°34′47″N 101°30′38″E/12,579722 101,510556
  - Ko Kudi 12°35′02″N 101°30′36″E/12,583889 101,510000
  - Ko Man Nok 12°35′03″N 101°41′49″E/12,584167 101,696944
  - Ko Raet 12°35′06″N 100°57′50″E/12,585000 100,963889
  - Ko Kraui 12°35′36″N 101°30′39″E/12,593333 101,510833
  - Ko Man Khlang 12°35′51″N 101°41′31″E/12,597500 101,691944
  - Ko Platin 12°36′07″N 101°30′53″E/12,601944 101,514722
  - Ko Man Nai 12°36′41″N 101°41′17″E/12,611389 101,688056
  - Ko Era 12°40′34″N 100°49′23″E/12,676111 100,823056
  - Ko Kram 12°42′00″N 100°47′24″E/12,700000 100,790000
  - Ko Kram Noi 12°43′37″N 100°47′53″E/12,726944 100,798056
  - Ko Kram (UID) 12°45′40″N 100°50′42″E/12,761111 100,845000
  - Ko Hu Chang 12°54′38″N 100°40′39″E/12,910556 100,677500
  - Ko Chun 12°55′48″N 100°48′36″E/12,930000 100,810000
  - Ko Luam Noi 12°57′24″N 100°39′26″E/12,956667 100,657222
  - Ko Nok 13°00′22″N 100°48′12″E/13,006111 100,803333

- Tajlandzkie wyspy u wybrzeży Kambodży
  - Mu Ko Rang (12 wysepek); 11°48′N 102°23′E/11,800000 102,383333
  - Mu Ko Lao Ya oraz Ko Lao Ya Nai 11°56′31″N 102°24′25″E/11,941944 102,406944
  - Mu Ko Mai Si oraz Ko Mai Si Yai 11°56′46″N 102°28′30″E/11,946111 102,475000
  - Ko Tun 11°46′26″N 102°23′35″E/11,773889 102,393056
  - Ko Rayang Nok 11°47′53″N 102°27′04″E/11,798056 102,451111
  - Ko Kradat 11°50′24″N 102°31′39″E/11,840000 102,527500
  - Ko Bai Dang 11°53′53″N 102°27′04″E/11,898056 102,451111
  - Ko Wai 11°54′00″N 102°24′18″E/11,900000 102,405000
  - Ko Klum 11°54′50″N 102°21′14″E/11,913889 102,353889
  - Ko Chan 11°54′58″N 102°28′23″E/11,916111 102,473056
  - Ko Lao Ya Nok 11°55′52″N 102°24′40″E/11,931111 102,411111
  - Ko Ngam 11°57′04″N 102°26′35″E/11,951111 102,443056
  - Ko Mai Si Lek 11°57′18″N 102°29′49″E/11,955000 102,496944
  - Ko Phrao Nok 11°58′23″N 102°23′31″E/11,973056 102,391944
  - Ko Phrao Nai 11°58′55″N 102°23′13″E/11,981944 102,386944